# Église Saint-Nicolas de Tadenje
Pour les articles homonymes, voir Église Saint-Nicolas.
L'église Saint-Nicolas de Tadenje (en serbe cyrillique : Црква Светог Николе у Тадењима ; en serbe latin : Crkva Svetog Nikole u Tadenjima) est une église orthodoxe serbe située à Tadenje, sur le territoire de la ville de Kraljevo et dans le district de Raška en Serbie. Elle est inscrite sur la liste des monuments culturels protégés de la république de Serbie (identifiant no SK 1082),.

## Présentation
L'église a été construite dans les années 1610.